# ФК Хонда
Хонда (јап. 本田技研工業フットボールクラブ) јапански је фудбалски клуб из Хамамацуа.

## Име
- ФК Хонда (јап. 本田技研工業サッカー部, 1971—2001)
- ФК Хонда (јап. 本田技研工業フットボールクラブ, 2002—)

## Успеси
Првенство
- Фудбалска друга лига Јапана (1972—1992): 1978, 1980.
- Фудбалска друга лига Јапана (1992—1998): 1993.
- Фудбалска прва лига Јапана: 1996.
- Фудбалска лига Јапана: 2001, 2002, 2006, 2008, 2014, 2016, 2017, 2018, 2019, 2023.

Куп
- Сениорско фудбалско првенство Јапана: 1974, 1999.